# صبري بوقادوم
صبري بوقادوم دبلوماسي وسياسي جزائري، ولد في 1 سبتمبر 1958 بقسنطينة،
تخرج من المدرسة الوطنية للإدارة فرع الدبلوماسية. شغل منصب الممثل الدائم للجزائر لدى الأمم المتحدة من ديسمبر 2013 إلى غاية تعيينه وزيرا للخارجية الجزائرية في 31 مارس 2019.
شغل السيد بوقادوم منصب مدير الشؤون السياسية في الفترة من 1993 إلى أكتوبر 1995، حيث عمل سابقًا كمدير مساعد للشؤون السياسية بالأمم المتحدة ونزع السلاح من 1992 إلى 1993. وكان مستشارًا في الأمم المتحدة في نيويورك بين عامي 1988 و 1992، والسكرتير الأول في بودابست، المجر، من 1987 إلى 1988.
شغل السيد بوقادوم منصب المدير العام للأمريكتين في وزارة الخارجية منذ نوفمبر 2009. وكان سفيراً للجزائر لدى البرتغال من أكتوبر 2005 إلى أغسطس 2009، وقبل ذلك شغل منصب رئيس البروتوكول في وزارة الخارجية منذ نوفمبر 2001. بين نوفمبر 1996 وأيلول 2001، كان سفيرا في كوت ديفوار.
حتى تعيينه في منصب الممثل الدائم للجزائر لدى الأمم المتحدة في ديسمبر 2013.
عُيّن وزيرا للخارجية الجزائرية في 31 مارس 2019 في حكومة بدوي والتي تم الإعلان عنها بعد ثلاثة أسابيع من تعيين نور الدين بدوي وزيرا أولا من قبل رئيس الجمهورية إضافة إلى تعيين رمطان لعمامرة - وزير الخارجية ونائبا الوزير الأول، ثم عُيّن وزير أول بالنيابة في 19 ديسمبر 2019 من طرف رئيس الجمهورية عبد المجيد تبون بعد فوزه في الإنتخابات الرئاسية الجزائرية في 12 ديسمبر 2019.

صبري بوقادوم متزوج ولديه طفلان.